# Джерела Г.М. Юнака
Джерела Г. М. Юнака — гідрологічна пам'ятка природи місцевого значення в Україні. Об'єкт природно-заповідного фонду Сумської області.
Розташована в межах Сумського району Сумської області, на північно-західній околиці смт Степанівка в долині р. Гуска, притоки р. Сумка.
Площа 0,72 га. Статус присвоєно згідно з рішенням Сумської обласної ради від 09.07.2009 року. Перебуває у віданні Степанівської селищної ради.
Статус присвоєно для збереження численних самовитічних джерел води доброї питної якості, пов'язаних з ім'ям повного кавалера ордена Слави Григорія Михайловича Юнака.